# Greenhalgh-with-Thistleton
Greenhalgh-with-Thistleton is een civil parish in het bestuurlijke gebied Fylde, in het Engelse graafschap Lancashire met 439 inwoners.